# Тасоткель (Жаркаїнський район)
Тасотке́ль (каз. Тасөткел) — село у складі Жаркаїнського району Акмолинської області Казахстану. Адміністративний центр та єдиний населений пункт Тасоткельської сільської адміністрації.
Населення — 269 осіб (2021; 344 у 2009, 732 у 1999, 1035 у 1989).
Національний склад станом на 1989 рік:
- казахи — 77 %.

У радянські часи село називалось Тасокель.